# Südtiroler HochschülerInnenschaft
Die Südtiroler HochschülerInnenschaft (SH, auch sh.asus, italienisch associazione universitaria sudtirolese, ladinisch lia di studenc dl’université de südtirol) ist die interethnische Vertretungsorganisation der Südtiroler Studierenden. Gegründet am 15. April 1955 als gemeinnütziger Verein (heute „Verein zur Förderung des Gemeinwesens“, VFG), vertritt die SH im gewerkschaftlichen Sinn die aus Südtirol stammenden Studierenden in Italien und im Ausland. Hauptsitz und Büro befinden sich in Bozen, sechs Außenstellen bestehen in größeren Universitätsstädten in Österreich und in Oberitalien.

## Aufgaben der sh.asus
Die sh.asus versteht sich als interethnischer Verein, der die studentischen, sozialen und gesellschaftlichen Interessen der Studierenden vertritt. Sie bezieht zu studentischen und bildungspolitischen Themen ebenso Stellung wie zu kulturellen, sozialen und gesellschaftspolitischen Anliegen. Weitere Tätigkeitsfelder sind die Maturantenberatung und die Organisation kultureller Veranstaltungen. Die sh.asus erhebt den Anspruch, zusammen mit anderen lokalen bzw. regionalen Institutionen und Organisationen, auch für junge Generation im Allgemeinen zu sprechen.

## Aufbau

### Zentrale Vereinsorgane
Der Verein wird von einem Gesamtausschuss geleitet, der sich aus den jeweiligen Ausschüssen (Vorständen) der Außenstellen zusammensetzt. Die Anzahl der von jeder Außenstelle zu entsendenden Delegierten, mithin das politische Gewicht der einzelnen Sektion, ist an die Mitgliederzahl vor Ort gekoppelt. Der Ausschuss ist das zentrale Organ der Willensbildung und Plattform für die Diskussion und Bewertung der Tätigkeit des Vorstandes, der Rechenschaft ablegt und gleichzeitig die Meinung des Ausschusses zu grundsätzlichen Fragen, die die sh.asus betreffen, einholt. Der oder die Vorsitzende wird vom Ausschuss gewählt und ist nach außen und innen die zentrale Bezugsperson des Vereins. Er/sie wirkt impulsgebend auf die Arbeit des Vorstandes, dessen Mitglieder auch von ihm oder ihr ernannt und vom Ausschuss bestätigt werden. Der Vorstand ist das eigentliche Leitungsorgan des Vereins und bestimmt dessen konkrete politische Ausrichtung. Eine rein beratende Funktion kommt darüber hinaus dem Ehemaligenrat der sh.asus zu, der sich aus verdienten ehemaligen Funktionären und sonstigen Altmitgliedern des Vereins zusammensetzt.
Seit den Vereinswahlen im Dezember 2023 hat Alexander von Walther (* 2002, Bozen) das Amt des Vorsitzenden inne. Hannah Tonner übt die Funktion der Vizevorsitzenden aus.

### Hauptsitz in Bozen
Am Hauptsitz in Bozen kümmern sich vier hauptamtliche Mitarbeiter um die Belange von rund 15.000 Studierenden. Der größte Teil der Arbeitszeit wird in die Beratungstätigkeit gesteckt. Alle Maturanden und Oberschüler haben die Möglichkeit, sich über ihr zukünftiges Universitätsstudium beraten zu lassen. Allein zum Online-Ansuchen für eine Studienbeihilfe der Südtiroler Landesverwaltung wenden sich jährlich rund 1.000 Studierende an das Büro. Zusätzlich wird eine kostenlose psychologische Beratung für Studierende angeboten.

### Außenstellen
Der gesellige und kulturelle Teil des Vereinslebens spielt sich in den Außenstellen (Sektionen) ab: in Innsbruck, Graz, Salzburg, Wien, Bologna und Trient. Die Außenstellen bieten Übernachtungsmöglichkeiten und organisieren Veranstaltungen im kulturellen Rahmen, aber auch Veranstaltungen für Sport und Freizeit. Alle Studierenden haben die Möglichkeit, sich am Geschehen zu beteiligen und eigene Vorschläge und Ideen einzubringen.

### Mitglieder
Mitglied kann jede Person werden, die das Statut der sh.asus akzeptiert. Die Mitgliedschaft steht allen unabhängig von ihrer Herkunft, Sprachgruppe usw. offen. Passives Wahlrecht haben allerdings nur Studierende. Der Verein verfügt über rund 1.600 Mitglieder.

## Politische Tätigkeit
Die bei der Beratungstätigkeit gewonnenen Einblicke werden bei der Vertretung im gewerkschaftlichen Sinne umgesetzt. Die sh.asus ist mit zwei Stimmen im Landesbeirat für das Recht auf Hochschulbildung vertreten. Dort und im ständigen Kontakt mit der Landesverwaltung, verschiedenen Südtiroler Parteien und Politikern setzt sie sich primär für Verbesserungen rund ums Studium ein. Traditionell bildet die Anerkennung der Studientitel zwischen Österreich und Italien einen Schwerpunkt. Des Weiteren versucht die sh.asus das Studienbeihilfensystem des Landes Südtirol an die Erfordernisse des 21. Jahrhunderts anzupassen. Das Hauptaugenmerk liegt darauf, dass das Recht auf Hochschulbildung auch umgesetzt, das heißt, materiell gesichert wird. Die sh.asus spricht sich gegen Studiengebühren als bildungspolitisches Lenkungsinstrument aus und bekennt sich zu einer starken staatlichen bzw. öffentlichen Rolle in den meisten Lebensbereichen, besonders in Bildung, Kultur und Mobilität. Gemäß seinem Statut (Satzung) verurteilt der Verein jede Form von Faschismus, wirtschaftlicher Ausbeutung, Diskriminierung, Rassismus und Sexismus. Ziel ist es, die antifaschistisch-demokratischen Grundwerte im Bündnis mit anderen gesellschaftlichen Gruppen zu verbreiten und im politischen Geschehen auf lokal-regionaler Ebene zu verankern. Die Südtiroler HochschülerInnenschaft bekennt sich zu einem wissenschaftlichen Weltbild und erachtet es als Aufgabe der akademischen Jugend, die geistigen Errungenschaften der Moderne gegen Verschwörungstheorien und Obskurantismus zu verteidigen. Jugendliches Engagement für soziale und ökologische Nachhaltigkeit wird unterstützt und gefördert.
Seit 2019 ist die Südtiroler HochschülerInnenschaft (wieder) Mitgliedsorganisation im Südtiroler Jugendring, in dem die maßgeblichen Jugendverbände des Landes vereint sind.

## Kulturelle Tätigkeit
Die kulturelle Tätigkeit der sh.asus ist ein wichtiger Bestandteil der Vereinsarbeit. Sie äußert sich zum einen in Form von Diskussions- und Vortragsabenden, Ausstellungen, Lehrfahrten und Podiumsdiskussionen, zum anderen in der Herausgabe der Vereinszeitschrift, des "Skolasten" (ehemals: der fahrende skolast). Diese wird seit 1956 herausgegeben (heutzutage: ein- bis zweimal jährlich) und zählt zu den ältesten mehrsprachigen Publikationen Südtirols. Die vor allem auf Betreiben von Rainer Seberich und Franz von Walther umgesetzte Idee einer eigenen Zeitschrift hat sich zu einem der historisch erfolgreichsten Projekte der SH entwickelt. Die Themenwahl wird durch aktuelle Anlässe und studentische Anliegen bestimmt, die Publikation erfolgt durch eine von den anderen Vereinsorganen autonom arbeitende ehrenamtliche Redaktion.

## Geschichte

### Gründung und Aufbauphase
Die Ursprünge liegen in der unmittelbaren Nachkriegszeit. Die Südtiroler Studenten hatten sich im „Bund der Südtiroler Hochschüler“ für kurze Zeit zusammengeschlossen. Diese Vereinigung kümmerte sich vor allem um die Regelung der Ausreiseformalitäten und um die Gleichstellung der Südtiroler Studenten mit ihren österreichischen Kommilitonen. Zu Beginn der 1950er Jahre existierte der Studentenbund aber de facto nicht mehr.
Um 1955 belief sich die Zahl der Südtiroler Studenten auf etwa 300. Hauptmotivation für die Gründung einer neuen Hochschülervereinigung war vor allem die Erhaltung des kulturellen Erbes und des Zusammenhalts der Südtiroler Studenten an den Universitäten außerhalb Südtirols.
Dieser Hintergrund, aber auch die offene Studientitelfrage sowie die wirtschaftliche Unterstützung und organisatorische Hilfe für die Studenten drängten Josef Ferrari dazu, die Gründung einer Hochschülervereinigung voranzutreiben. Der Vizeschulamtsleiter war der geistige Vater der SH. „Es war vor allem dessen Sorge um die Zukunft der deutschen Schule, welche ihn dazu bestimmte, die Universitätsstudenten zur Mitarbeit und zur Initiative anzuspornen.“
Nachdem bis 1949 durch das faschistische Hochschulgesetz das Studium im Ausland für die Staatsangehörigen nichtitalienischer Volkszugehörigkeit der neuen Provinzen verboten war, kam 1952 durch die Unterzeichnung des österreichisch-italienischen Kulturabkommens Bewegung in die Studientitelfrage. Nach der Ratifikation des Abkommens 1954 zeichnete sich für das kommende Jahr ein Zusammentreffen der Expertenkommission ab, die eine Liste mit jenen in Österreich erworbenen Studientiteln zusammenstellen sollte, die den Studientiteln, die in Italien erworben werden können, gleichgestellt sind. Die Gründung einer Vereinigung der Hochschüler drängte also, ein Mitspracherecht in der heiklen Studientitelfrage konnte nur über ein gemeinsames Auftreten erreicht werden.
Entscheidend gefördert wurde die Bildung einer Hochschülerorganisation durch die Meraner Hochschulwochen, die 1954 vom Südtiroler Kulturinstitut erstmals veranstaltet wurden und bei denen Südtiroler Studenten aus verschiedenen Studienorten diese Thematik erörterten. Nach einem unbefriedigenden Zusammentreffen im Dezember 1954 kam zu Ostern 1955 Bewegung in die Sache. Ein vorläufiges Statut wurde abgefasst und eine Gründungsversammlung für den 15. April 1955 im Bozner Gasthof Sargant einberufen. Dr. Paul Stacul wurde zum provisorischen Präsidenten der Südtiroler Hochschülerschaft gewählt. Unmittelbar nach dieser Versammlung begann man damit, das Sekretariat aufzubauen, Mitglieder zu werben, Verbindungsmänner zu suchen und Kontakt mit den Behörden aufzunehmen.
Während es Josef Ferrari vorrangig um eine Erstellung der Hochschulstatistik und die Werbung von akademisch ausgebildeten Lehrkräften ging, vergrößerte sich der Aktionsradius der Hochschülerschaft bereits unmittelbar nach der Gründung um mehrere Agenden: die Maturantenberatung, das Eingreifen in die Studientitelfrage, die Herausgabe einer Hochschülerzeitung („Der fahrende Skolast“) und die Veranstaltung von Studientagungen.
Die erste ordentliche Vollversammlung wurde am 12. September 1955 abgehalten. Dabei wurde die Organisation rechtmäßig konstituiert und Franz von Walther zu ihrem ersten Präsidenten gewählt.
Im Februar 1956 erschien die erste Einzelnummer des „fahrenden Skolasten“. Profilieren konnte sich die junge Organisation in der Folgezeit auch über die ab 1957 jährlich stattfindenden Studientagungen, an denen regelmäßig hochrangige Vertreter aus Politik, Wirtschaft und Kultur teilnahmen. Auch bei den Meraner Hochschulwochen engagierte sich die Hochschülerschaft als Mitveranstalterin.
In den ersten Jahren ihres Bestehens organisierte die SH Ferienreisen, half bei der Gründung von Hochschulgruppen und der Beschaffung der „Buden“, sorgte sich um die Stipendienbewerbung und Kulturbeiträge.
Die SH musste sich in ihrer Gründerzeit auch mit der politisch schwierigen Situation in Südtirol auseinandersetzen. Ein Beispiel dafür ist die „Passfrage“ von 1963. Die SH intervenierte bei den zuständigen politischen Stellen, um die restriktiven Aus- und Einreisebestimmungen im Sinne der Südtiroler Studenten in Österreich zu lockern.

### Die SH als „oppositionelle“ Plattform in Südtirol
Bedingt durch rasch ansteigende Mitgliedszahlen musste schon bald das organisatorische Modell reformiert werden. Das 1965 und 1968 geänderte Statut der SH sah schließlich die Ablösung der Vollversammlung durch einen Ausschuss vor sowie die Ersetzung des Präsidenten durch einen Vorsitzenden. 1964 wurde der spätere Südtiroler Landeshauptmann Luis Durnwalder zum Vorsitzenden der SH gewählt.
Im Statut von 1968 bezeichnet sich die SH als die Vereinigung der Südtiroler Hochschüler, die als Organisation unabhängig und weltanschaulich ungebunden ist (Art. 1, §1, Statut 1968). Als Aufgabenkreis wird die Wahrung und Vertretung der Belange der Südtiroler Studentenschaft während der Zeit ihres Hochschulstudiums, näherhin die fachliche, kulturelle, gesellschaftliche und sportliche Förderung sowie die Vertretung wirtschaftlicher und sozialer Interessen (Art. 2, § 2, Statut 1968). Erster Sitz der SH war ein Büro in den Räumlichkeiten des Südtiroler Kulturinstitutes in der Laubengasse, ab 1956 war die Dr.-Streiter-Gasse zur Adresse der Hochschüler. Von 1967 residierte die SH im letzten Stock des Kulturhauses „Walther von der Vogelweide“ („Waltherhaus“), strategisch positioniert gegenüber dem Südtiroler Schützenbund. Mit der Gründung der Freien Universität Bozen und den damit verbundenen neuen Aufgaben wurde 2007 das neue Büro in der Kapuzinergasse bezogen.
Die Diskussion um ein kulturpolitisches Engagement und die aufkommende Universitätsdebatte führten im Laufe der 60er Jahre zu Meinungsverschiedenheiten und zu einer Neuausrichtung der SH, die sich von der SVP-nahen, vor allem mit rein gewerkschaftlicher Interessensvertretung beschäftigten Organisation hin zu einer Art außerparlamentarischen Opposition wandelte.
Der Umbruch der Gesellschaft, der auch vor den Südtiroler Studenten nicht Halt machte, führte zu einer ernsthaften Krise der SH, die in einem Referendum zur Abschaffung der SH gipfelte.
Zu Beginn der 70er Jahre wurden das „Supplentenproblem“ und die Hochschuldebatte akut: Die SH nahm immer engagierter an kulturpolitischen Debatten teil und organisierte Studientagungen zum Thema. Die Kluft zur SVP wurde immer größer. Noch in den 60er Jahren begann sich die SH mit der Öffnung gegenüber den Italienern in Südtirol zu beschäftigen.
Das „Supplentenproblem“ und die Hochschulfrage können in der Rückschau nicht getrennt voneinander betrachtet werden. Die Oberschulreform brachte die Nebenerscheinung mit sich, dass an den Mittel- und Oberschulen über 800 (80 %) der Lehrpersonen ohne den nötigen Studienabschluss als Supplenten beschäftigt waren. In diesem Zusammenhang wurde der Ruf nach einer eigenen Südtiroler Universität zum Zweck der Lehrerausbildung laut.
Das Herausgehen aus sich selbst und die mehr oder minder offene Gegnerschaft zur Politik der SVP lässt sich auch an den Mitgliedsstatistiken festmachen. Georg Fulterer schreibt 1973: „Da das ursprüngliche Ziel der SH, die Anerkennung der österreichischen Studientitel, erfüllt war, sich aber nicht alle Studenten mit der ‚großen Politik’ identifizieren konnten, kam es auch, dass sich sehr viele Kollegen von der SH distanzierten, ihre Aktivität im Verein einfroren oder erst gar nicht beizutreten gedachten. Folge: obwohl die Zahl der Studenten in den letzten Jahren außergewöhnlich stark anwuchs, blieb die Mitgliederzahl gleich und ging heuer sogar zurück.“
Ihrer gesellschaftlichen Oppositionsrolle konnte die SH jedoch nur bedingt gerecht werden: Die politisch relevanten Kräfte im Land hatten bemerkt, dass der SH die Machtbasis fehlte. Von Jahr zu Jahr wechselte der Vorstand und der Vorsitzende.
Dennoch beschritt die SH auch in den 70er Jahren Neuland: 1976 besetzte mit Renate Mumelter erstmals eine Frau die prestigeträchtige Position der Vorsitzenden der Hochschülerschaft.
Die zweite Hälfte der 70er Jahre darf als politisch aktivste Zeit der SH betrachtet werden. Dies hing von drei Umständen ab:
- Italien war politisch extrem polarisiert. Die Kommunisten feierten ihren größten Wahlerfolg,
- über die Junge Generation (JG) versuchte die SVP die SH zu „bändigen“,
- über massive Öffentlichkeitsarbeit machte die SH auf sich aufmerksam.

Stellvertretend für diesen Abschnitt steht wohl der „Brief der 83“. Dieser entstand 1978 nach einem Besuch einer hochrangigen PCI-Delegation, die unter anderem auch mit Vertretern der SH zusammentraf. Günther Pallaver, seit 1977 SH-Vorsitzender, schrieb nach harten Angriffen der Jungen Generation der SVP und der Tageszeitung Dolomiten einen offenen Brief an Landeshauptmann Silvius Magnago und an den Landesrat für Schule und Kultur Anton Zelger. In dem Brief prangerte Pallaver die Einengung der Meinungsfreiheit im Land an. Unterschrieben wurde der Brief von 83 Persönlichkeiten, unter anderem von Alexander Brenner-Knoll, Oktavia Brugger, Otto Saurer, Hans Widmann, Krista Posch, Rainer Seberich, Anton Sitzmann und Egmont Jenny. Vor allem die ausländischen Medien berichteten ausführlich über den Brief und unterstützten damit indirekt das Anliegen der SH. Wie Pallaver 24 Jahre nach dem Erscheinen des Briefes erklärte, habe man völlig unerwartet ein großes Medienecho hervorrufen können und die Südtiroler Realität den Südtirolern selbst vor Augen führen können. „In Südtirol wurde durch die ‚Dolomiten’ ein Meinungspluralismus unterbunden. Dadurch war unsere einzige Möglichkeit, gehört zu werden, die Auslandspresse.“, so Pallaver.
In der Folge wurde aggressive Öffentlichkeitsarbeit zum beliebten Mittel der SH, ihre Anliegen über Pressemitteilungen und -konferenzen zu präsentieren. Zu dieser Zeit setzte sich die SH neben den Fahrtkostenzuschüssen, der Studientitelanerkennung und den Stipendienangelegenheiten vor allem für die Gleichstellung der Südtiroler Studenten (egal welcher Muttersprache) mit ihren österreichischen Kollegen ein.
SH-intern gab es gegen Ende der 70er Jahre „innerparteiliche“ Spannungen. Über die konservativ ausgerichtete Junge europäische Studenteninitiative (JES) versuchte die SVP Einfluss in der SH zu gewinnen. Die Wahlgänge zwischen 1975 und 1978 gingen jeweils knapp an die linken Kräfte in der Hochschülerschaft.

### Krisen und neue Schwerpunkte
Zu Beginn der 80er Jahre entspannte sich die Situation zwischen SVP und SH merklich. Damit einher ging allerdings auch eine Konzentration auf andere Schwerpunkte. 1985 wurde beispielsweise die Aktion „Frauenhaus“ angegangen, gleichzeitig trat erstmals ein Vorstandskollektiv an die Spitze der Organisation. Auch die erste Namensänderung fällt in diese Zeit: Die Südtiroler Hochschülerschaft nennt sich nun Südtiroler HochschülerInnenschaft.
1992 schließlich schlitterte die SH in eine existenzbedrohende Krise. Nach zwei Artikeln im Athesia-Wochenmagazin „WAS“, in welchen die prekäre Finanzlage und angebliche unsaubere Machenschaften des Vorstandes angeprangert wurden, kommt es zum offenen Streit zwischen dem regierenden Vorstandskollektiv und einer Gruppe von Trienter Studenten. Diese hätten angeblich die ganze „WAS“-Aktion geplant. Nach drei Vorstandswechseln von März bis Juni 1992 beruhigt sich die Lage wieder. Die „WAS“-Affäre findet nach einer Klage der SH gegen das Verlagshaus Athesia 1994 mit einer Schadensersatzzahlung des Verlages ein Ende. Die Turbulenzen waren damit allerdings nicht ausgestanden. 1994, die SH hatte weiter mit Geldnöten zu kämpfen, traten Probleme in der Finanzgebarung und vor allem in der Vereinsführung auf. Später wurde der Name in sh.asus (asus steht nach einer erneuten Namensänderung für associazione studenti/esse universitari/e sudtirolesi) geändert.
Im zweiten Teil der 90er Jahre und um die Jahrtausendwende fokussierte sich die Tätigkeit der sh.asus auf kulturelles und gesellschaftlich-geopolitisches Engagement. 50 Jahre nach Beendigung des Zweiten Weltkrieges erschienen mehrere Skolaste, die Rassismus und Rechtsextremismus thematisierten, ebenso beschäftigte man sich kritisch mit der sich im Entstehen befindlichen Universität Bozen: Als mit der Schaffung einer „Freien Universität“ eine Möglichkeit gefunden wurde, diese statutarisch unter politische Kontrolle der Landesregierung zu binden, wandelt sich die einst entschiedene Vorreiterin einer Südtiroler Universität zu deren größten Kritikerin.
Mit Aufkommen neuer Medien geriet die älteste zweisprachige Zeitschrift Südtirols, der Skolast, in eine Krise: von 1998 bis 2000 erschien keine einzige Ausgabe. Erst anlässlich der Volkszählung im Herbst 2001 fand sich wieder eine Gruppe Studenten um eine Ausgabe redaktionell zu betreuen. Seitdem erscheint der Skolast wieder regelmäßig mit ein bis zwei Ausgaben pro Jahr. Das geopolitische Engagement fand 2001 anlässlich des G8-Gipfels in Genua seinen Höhepunkt, das sich auch noch in den Folgejahren mit einigen Veranstaltungen zum Thema Neoliberalismus widerspiegelte. In der Bildungspolitik gelang es in dieser Zeit nicht, die Gräben, die sich zwischen der jungen Universität Bozen und der sh.asus gebildet hatten zu überwinden. Die Kontakte blieben spärlich und von Misstrauen auf beiden Seiten begleitet.
2005 feierte die sh.asus 50 Jahre ihres Bestehens mit einer eigenen Reihe in der Neuen Südtiroler Tageszeitung und einem großen Fest auf der Haselburg oberhalb Bozen. Gleichzeitig markierte dieses Datum eine Wende: Mit der Einführung von Leistungsstipendien durch die Provinz Bozen bildete sich vereinsintern eine Arbeitsgruppe um gerechtere Kriterien zu fordern und schließlich eine Proporzregelung durchzusetzen. In der Folge etablierte sich die sh.asus als Vordenkerin im Bereich der Studienförderung und konnte einige Erfolge vermelden, auch, indem die Zusammenarbeit mit anderen politischen Parteien und Interessensvertretungen forciert wurde.

### 21. Jahrhundert: Kontinuität, Reform und neue Herausforderungen
Mit dem Umzug der Bozner Zentrale in der Kapuzinergasse 2A im Sommer 2007 begann ein neues Kapitel der Vereinsgeschichte: Von nun an mehrten sich auch die Kontakte mit der Freien Universität Bozen. 2008 wurde wiederum ein eigener Skolast zur FUB veröffentlicht und kurze Zeit später wurde der Studentenvertretung der Universität ein fixes Stimmrecht im Ausschuss des Vereins statutarisch garantiert. Heute ist der Universitätsstandort Bozen ein selbstverständlicher Teil der Südtiroler HochschülerInnenschaft – und stellt zusammen mit der Außenstelle Innsbruck das größte Kontingent der rund 1.600 Mitglieder des Vereins. Nach jüngster Einschätzung des Vorstandes (2020) sind die Kontakte zwischen sh.asus und den verschiedenen leitenden Stellen der Bozner Universität eng und gut.
In den ersten beiden Jahrzehnten des 21. Jahrhunderts fiel die ehemals so aktive sh.asus in politischen Fragen durch Zurückhaltung auf, die Rolle der Vorstände schwand und die Ausrichtung des Vereins ließ sich als serviceorientiert und ideologisch neutral beschreiben. Obwohl dieser Zustand immer wieder intern, aber auch von ehemaligen SH-Funktionären kritisiert wurde, scheiterten Versuche, der HochschülerInnenschaft wieder mehr Dynamik zu verleihen, immer wieder. 2018 übernahm jedoch eine neue Generation von Studierenden die führenden Positionen im Verein und nutzte die 2019 aus rechtlichen Gründen überfällig gewordene Abänderung des Vereinsstatuts, um neben strukturellen Aspekten eine inhaltliche Neubesinnung der sh.asus durchzusetzen. Im Vordergrund stehen dabei: Ein selbstständig und proaktiv arbeitender Vorstand, der im engen Austausch mit den Außenstellen wirkt; die gezielte Zusammenarbeit mit progressiven politischen und sozialen Bewegungen; eine intensivierte und systematische Presse- und Öffentlichkeitsarbeit, die dazu dient, studentische Anliegen medial zu propagieren. Bei der Vereinsreform von 2019 ließen sich die federführenden Vorstandsmitglieder Matthias von Wenzl und Julian Nikolaus Rensi von den Erfahrungen aus ergebnislosen Reformversuchen der jüngeren Vergangenheit der sh.asus leiten und bemühten sich daher im Vorfeld der Abstimmung um einen breiten Beratungs- und Partizipationsprozess. Der Vorstand sprach sich im Jahr 2019 per Beschluss gegen eine Beschränkung auf „rein hochschulrechtliche Fragen“ aus und unterstrich somit das allgemeinpolitische Mandat der Studierendenvertretung erstmals wieder ausdrücklich.
Während der Corona-Pandemie entwickelte sich die sh.asus zu einem festen Bezugspunkt für die Südtiroler Studierenden, zu einer Anlaufstelle für aktuelle Informationen insbesondere zu Fragen der grenzüberschreitenden Mobilität. Dem Ausbau der Kanäle der sh.asus auf Facebook, Instagram und TikTok erkannte der Vorstand oberste Priorität zu. Dadurch konnten mehr und mehr Studierende erreicht, vernetzt und organisiert werden. Beispielsweise informierten sich über 14.000 Personen über pandemiebedingte Ein- und Ausreise-Bestimmungen auf FAQ-Seite des Vereins (bei 40.000 Aufrufen aus dem In- und Ausland). Die mediale Präsenz der HochschülerInnenschaft 2020 stellte die Voraussetzung für die Vertretung studentischer Interessen in der Öffentlichkeit dar.